# Tegenaria
Tegenaria és un gènere d'aranya araneomorf de la família Agelenidae.

## Taxonomia
A Novembre 2015, el World Spider Catalog acceptava les següents espècies:
- Tegenaria abchasica Charitonov, 1941 – Rússia, Geòrgia
- Tegenaria achaea Brignoli, 1977 – Grècia
- Tegenaria adomestica Guseinov, Marusik & Koponen, 2005 – Azerbaidjan
- Tegenaria africana Lucas, 1846 – Algèria
- Tegenaria agnolettii Brignoli, 1978 – Turquia
- Tegenaria angustipalpis Levy, 1996 – Grècia, Israel
- Tegenaria anhela Brignoli, 1972 – Turquia
- Tegenaria animata Kratochvíl & Miller, 1940 – Sèrbia, Montenegro. Macedònia
- Tegenaria annae Bolzern, Burckhardt & Hänggi, 2013 – Grècia
- Tegenaria annulata Kulczyński, 1913 – Bòsnia-Hercegovina, Croàcia, Sèrbia, Montenegro
- Tegenaria argaeica Nosek, 1905 – Bulgària, Turquia
- Tegenaria ariadnae Brignoli, 1984 – Creta
- Tegenaria armigera Simon, 1873 – Còrsega, Sardenya
- Tegenaria averni Brignoli, 1978 – Turquia
- Tegenaria bayeri Kratochvíl, 1934 – Bòsnia-Hercegovina, Sèrbia, Montenegro
- Tegenaria bayrami Kaya et al., 2010 – Turquia
- Tegenaria blanda Gertsch, 1971 – Mèxic
- Tegenaria bosnica Kratochvíl & Miller, 1940 – Croàcia, Bòsnia-Hercegovina, Sèrbia, Montenegro
- Tegenaria bozhkovi (Deltshev, 2008) – Bulgària
- Tegenaria campestris (C. L. Koch, 1834) – Europa a l'Azerbaidjan
- Tegenaria capolongoi Brignoli, 1977 – Itàlia
- Tegenaria carensis Barrientos, 1981 – Espanya
- Tegenaria caverna Gertsch, 1971 – Mèxic
- Tegenaria chebana Thorell, 1897 – Myanmar
- Tegenaria chiricahuae Roth, 1968 – EUA
- Tegenaria chumachenkoi Kovblyuk & Ponomarev, 2008 – Rússia
- Tegenaria circeoensis Bolzern, Burckhardt & Hänggi, 2013 – Itàlia
- Tegenaria comnena Brignoli, 1978 – Turquia
- Tegenaria comstocki Gajbe, 2004 – Índia
- Tegenaria concolor Simon, 1873 – Síria
- Tegenaria cottarellii Brignoli, 1978 – Turquia
- Tegenaria croatica Bolzern, Burckhardt & Hänggi, 2013 – Croàcia
- Tegenaria daiamsanesis Kim, 1998 – Corea
- Tegenaria dalmatica Kulczyński, 1906 – Mediterrani fins a Ucraïna
- Tegenaria decolorata Kratochvíl & Miller, 1940 – Croàcia
- Tegenaria decora Gertsch, 1971 – Mèxic
- Tegenaria dentifera Kulczyński, 1908 – Xipre
- Tegenaria domestica (Clerck, 1757) (espècie tipus) – arreu del món
- Tegenaria eleonorae Brignoli, 1974 – Itàlia
- Tegenaria elysii Brignoli, 1978 – Turquia
- Tegenaria epacris Levy, 1996 – Israel
- Tegenaria faniapollinis Brignoli, 1978 – Grècia, Turquia
- Tegenaria femoralis Simon, 1873 – França, Itàlia
- Tegenaria ferruginea (Panzer, 1804) – Europa, Açores (introduït a Veneçuela)
- Tegenaria flexuosa F. O. Pickard-Cambridge, 1902 – Mèxic
- Tegenaria florea Brignoli, 1974 – Mèxic
- Tegenaria forestieroi Brignoli, 1978 – Turquia
- Tegenaria gertschi Roth, 1968 – Mèxic
- Tegenaria halidi Guseinov, Marusik & Koponen, 2005 – Azerbaidjan
- Tegenaria hamid Brignoli, 1978 – Turquia
- Tegenaria hasperi Chyzer, 1897 – França a Turquia
- Tegenaria hauseri Brignoli, 1979 – Grècia
- Tegenaria hemanginiae Reddy & Patel, 1992 – Índia
- Tegenaria henroti Dresco, 1956 – Sardenya
- Tegenaria ismaillensis Guseinov, Marusik & Koponen, 2005 – Azerbaidjan
- Tegenaria karaman Brignoli, 1978 – Turquia
- Tegenaria lapicidinarum Spassky, 1934 – Rússia, Ucraïna
- Tegenaria lehtineni (Guseinov, Marusik & Koponen, 2005) – Azerbaidjan
- Tegenaria lenkoranica (Guseinov, Marusik & Koponen, 2005) – Azerbaidjan, Iran
- Tegenaria levantina Barrientos, 1981 – Espanya
- Tegenaria longimana Simon, 1898 – Turquia, Geòrgia, Rússia
- Tegenaria lunakensis Tikader, 1964 – Nepal
- Tegenaria lyncea Brignoli, 1978 – Turquia, Azerbaidjan
- Tegenaria maelfaiti Bosmans, 2011 – Grècia
- Tegenaria mamikonian Brignoli, 1978 – Turquia
- Tegenaria maroccana Denis, 1956 – Marroc
- Tegenaria maronita Simon, 1873 – Síria, Líban, Israel
- Tegenaria mediterranea Levy, 1996 – Israel
- Tegenaria melbae Brignoli, 1972 – Turquia
- Tegenaria mercanturensis Bolzern & Hervé, 2010 – França
- Tegenaria mexicana Roth, 1968 – Mèxic
- Tegenaria michae Brignoli, 1978 – Líban
- Tegenaria mirifica Thaler, 1987 – Suïssa, Austria. Itàlia
- Tegenaria montana Deltshev, 1993 – Bulgària
- Tegenaria montiszasensis Bolzern, Burckhardt & Hänggi, 2013 – Grècia
- Tegenaria nakhchivanica (Guseinov, Marusik & Koponen, 2005) – Azerbaidjan
- Tegenaria oribata Simon, 1916 – França
- Tegenaria pagana C. L. Koch, 1840 – Europa fins a l'Àsia central, EUA a Xile, Nova Zelanda
- Tegenaria parietina (Fourcroy, 1785) – Europe, Nort d'Àfrica fins a l'Àsia central, Sri Lanka, Índies occidentals fins a l'Argentina
- Tegenaria parmenidis Brignoli, 1971 – Itàlia
- Tegenaria parvula Thorell, 1875 – Itàlia, Romania
- Tegenaria pasquinii Brignoli, 1978 – Turquia
- Tegenaria percuriosa Brignoli, 1972 – Bulgària, Turquia
- Tegenaria pieperi Brignoli, 1979 – Creta
- Tegenaria pindosiensis Bolzern, Burckhardt & Hänggi, 2013 – Grècia
- Tegenaria podoprygorai (Kovblyuk, 2006) – Ucraïna
- Tegenaria pontica Charitonov, 1947 – Geòrgia
- Tegenaria pseudolyncea (Guseinov, Marusik & Koponen, 2005) – Azerbaidjan
- Tegenaria racovitzai Simon, 1907 – Espanya, França
- Tegenaria ramblae Barrientos, 1978 – Portugal, Espanya
- Tegenaria regispyrrhi Brignoli, 1976 – Bulgària, Grècia, Balcans
- Tegenaria rhodiensis Caporiacco, 1948 – Rodes, Turquia
- Tegenaria rilaensis Deltshev, 1993 – Macedònia, Bulgària
- Tegenaria rothi Gertsch, 1971 – Mèxic
- Tegenaria sbordonii Brignoli, 1971 – Itàlia
- Tegenaria schmalfussi Brignoli, 1976 – Creta
- Tegenaria schoenhoferi Bolzern, Burckhardt & Hänggi, 2013 – Grècia
- Tegenaria scopifera Barrientos, Ribera & Pons, 2002 – Illes Balears.
- Tegenaria selva Roth, 1968 – Mèxic
- Tegenaria serrana Barrientos & Sánchez-Corral, 2013 – Espanya
- Tegenaria shillongensis Barman, 1979 – Índia
- Tegenaria silvestris L. Koch, 1872 – Europa, Rússia
- Tegenaria talyshica Guseinov, Marusik & Koponen, 2005 – Azerbaidjan
- Tegenaria taurica Charitonov, 1947 – Ucraïna, Geòrgia
- Tegenaria tekke Brignoli, 1978 – Turquia
- Tegenaria tlaxcala Roth, 1968 – Mèxic
- Tegenaria tridentina L. Koch, 1872 – Europa
- Tegenaria tyrrhenica Dalmas, 1922 – França, Itàlia
- Tegenaria vallei Brignoli, 1972 – Líbia
- Tegenaria vankeerorum Bolzern, Burckhardt & Hänggi, 2013 – Grècia
- Tegenaria vignai Brignoli, 1978 – Turquia
- Tegenaria wittmeri Brignoli, 1978 – Bhutan
- Tegenaria zagatalensis Guseinov, Marusik & Koponen, 2005 – Azerbaidjan
- Tegenaria zamanii Marusik & Omelko, 2014 – Iran